# Harry Potter och Fenixorden
Harry Potter och Fenixorden (originaltitel: Harry Potter and the Order of the Phoenix) är en fantasyroman från 2003 som är skriven av den brittiske författaren J.K. Rowling. Boken är den femte i serien om trollkarlen Harry Potter. Den svenska utgåvan släpptes 2004 och är 1 001 sidor lång, vilket gör den till den längsta boken i serien.
Bokomslaget till den svenska originalutgåvan illustrerades av Alvaro Tapia.

## Sammanfattad handling
Månaden efter Lord Voldemorts återkomst uppstår en klyfta mellan Hogwarts rektor Albus Dumbledore, som leder Fenixorden, och trolldomsministern Cornelius Fudge, som vägrar tro på Voldemorts återkomst. Ett kallt krig uppstår mellan dem, och det blir inte bättre av att Fudge utnämner den strikta häxan Dolores Umbridge till Hogwarts överinkvisitor. Samtidigt blir Harrys och Voldemorts telepatiska kontakt, som uppstod när Voldemort misslyckades att döda honom, stärkt, och Harry kan nu ibland känna och se vad Voldemort håller på med.
Fenixorden är en grupp trollkarlar och häxor, bland andra Remus Lupin, Sirius Black, Monsterögat och de vuxna medlemmarna av familjen Weasley, som kämpar för att få världen att förstå att den onde trollkarlen Lord Voldemort kommit tillbaka.
Rubeus Hagrid tar med sig sin halvbror Graup, som är en äkta men småvuxen jätte, från bergen, och får Harry, Ron och Hermione att lova att ta hand om honom om han får sparken från skolan.
En grupp dödsätare rymmer från Azkaban med hjälp av sina tidigare fångvaktare, dementorerna, som vunnits över till Voldemorts sida.
Harry, Hermoine och Ron skapar Dumbledores Armé (DA) där Harry lär ut försvar mot svartkonst. Deras lärare Dolores Umbridge undervisar dem inte i praktisk magi utan låter eleverna läsa en teoretisk bok godkänd av trolldomsministeriet. DA har sina möten i Vid-behov-rummet, även kallat Kommer-och-går-rummet. Klubben förråds av Cho Changs väninna (i filmen som bygger på boken avslöjas DA istället av Cho Chang som tvingas av Dolores Umbridge att dricka sanningsserum).
Harry och delar av DA luras i en fälla vid trolldomsministeriet av Voldemort som behöver Harry för att komma åt en profetia som handlar om dem. Efter en utdragen strid som involverar DA, dödsätare och till slut även Fenixorden, duellerar Voldemort mot sin gamle fiende professor Dumbledore och får fly efter en svidande förlust samtidigt som flera av hans dödsätare grips.
Sirius Black dödas i striderna vilket tar Harry Potter mycket hårt. Han konfronterar Dumbledore som tar på sig en stor skuld och erkänner att han gjort ett misstag i att inte inviga Harry Potter mer i vad som stått på spel mellan honom och Voldemort – den ene kommer enligt profetian att till slut döda den andre.
Cornelius Fudge erkänner att Dumbledore haft rätt om Voldemorts återkomst och mobiliserar trollkarlsvärlden mot Voldemort, dödsätare och dementorer.

## Tillkomst och utgivning
Läsare av Harry Potter-serien fick vänta tre år från den förra boken tills denna bok släpptes. Detta berodde delvis på att boken var längre än någon annan av böckerna i serien, och delvis på att hon blev upptagen med annat; att gifta sig och få barn, att arbeta med filmer baserade på böckerna, dessutom skrev hon två böcker som kom från samma värld men inte är med i huvudserien, Fantastiska vidunder och var man hittar dem och Quidditch genom tiderna. Dessutom kände hon en stor press på sig vilket gjorde att hon tog en paus innan hon började skriva boken. Till skillnad från den förra boken hade inte denna bok en deadline. Boken skulle släppas liksom andra delar i serien på svenska ett år senare.
Boken släpptes i Storbritannien 21 juni 2003 och i Sverige 3 april 2004.

## Mottagande
I en recension skrev Stephen King att boken var bättre än de tidigare böckerna – den mörka humorn lyste igenom starkare och Dolores Umbridge var den största skurken sedan Hannibal Lecter – men att det fortfarande fanns saker som kunder förbättras.
Boken sålde 5 miljoner exemplar under sitt första dygn.